# Maria Beatrice Benvenuti
Pour les articles homonymes, voir Benvenuti.
Maria Beatrice Benvenuti, née le 9 juin 1993 à Rome, est une arbitre italienne internationale depuis 2013. Elle est le plus jeune arbitre international de rugby à XV et de rugby à sept.

## Biographie

### Enfance et vie privée
Maria Beatrice Benvenuti naît le 9 juin 1993 à Rome,, dans le rione de Trastevere. Ses parents s'appellent Paola et Alessandro, ce dernier étant vétérinaire. Elle a deux petits frères, Pietro et Leone, et une petite sœur, Maria Clotilde. Maria Beatrice Benvenuti fait ses études de médecine à la Faculté de kinésiologie du Foro Italico. 
Parallèlement à ses fonctions d'arbitre de rugby à XV, elle est licenciée à l'Atletica Roma Acquacetosa. Ses records sont les suivants : 5 minutes 49 secondes 61 au 1 500 mètres (2010, à Viterbe), 4,51 mètres au saut en longueur (2011, à Rome) et 15,12 mètres au lancer du javelot (2011, à Rome).

### Carrière d'arbitre
À 16 ans, lorsqu'elle entre à l'Académie pour devenir arbitre après un pari, Maria Beatrice Benvenuti est la plus jeune étudiante. À ce jour, elle est toujours le plus jeune arbitre international de rugby,. Elle commence à diriger les réunions du Comité du Latium et arbitre ses premiers matchs, pour être rapidement déclarée apte à l'admission au deuxième niveau de la formation académique de l'arbitrage. Chaque année depuis 2012, elle organise avec les arbitres de l'Académie nationale Ivan Francescato un tournoi amical. En 2013, elle arbitre les XXVIIe Universiades d'été à Kazan. Le 31 mai 2014, elle arbitre la finale du Championnat d'Italie de rugby à XV féminin. En août de cette même année, elle représente l'Italie parmi les officiels de la Coupe du monde féminine de rugby à XV où elle est arbitre assistante,. Elle part ensuite arbitrer aux Jeux olympiques de la jeunesse d'été de 2014.
Le 16 mars 2018, elle fait ses débuts au Tournoi des Six Nations,  en arbitrant le match Pays de Galles–France, pendant la cinquième journée de l'édition 2018. En juillet de la même année, elle est la seule arbitre italienne à participer à la Coupe du monde de rugby à sept, dont l'édition 2018 se déroule à San Francisco.